# Indische Schlangenwurzel

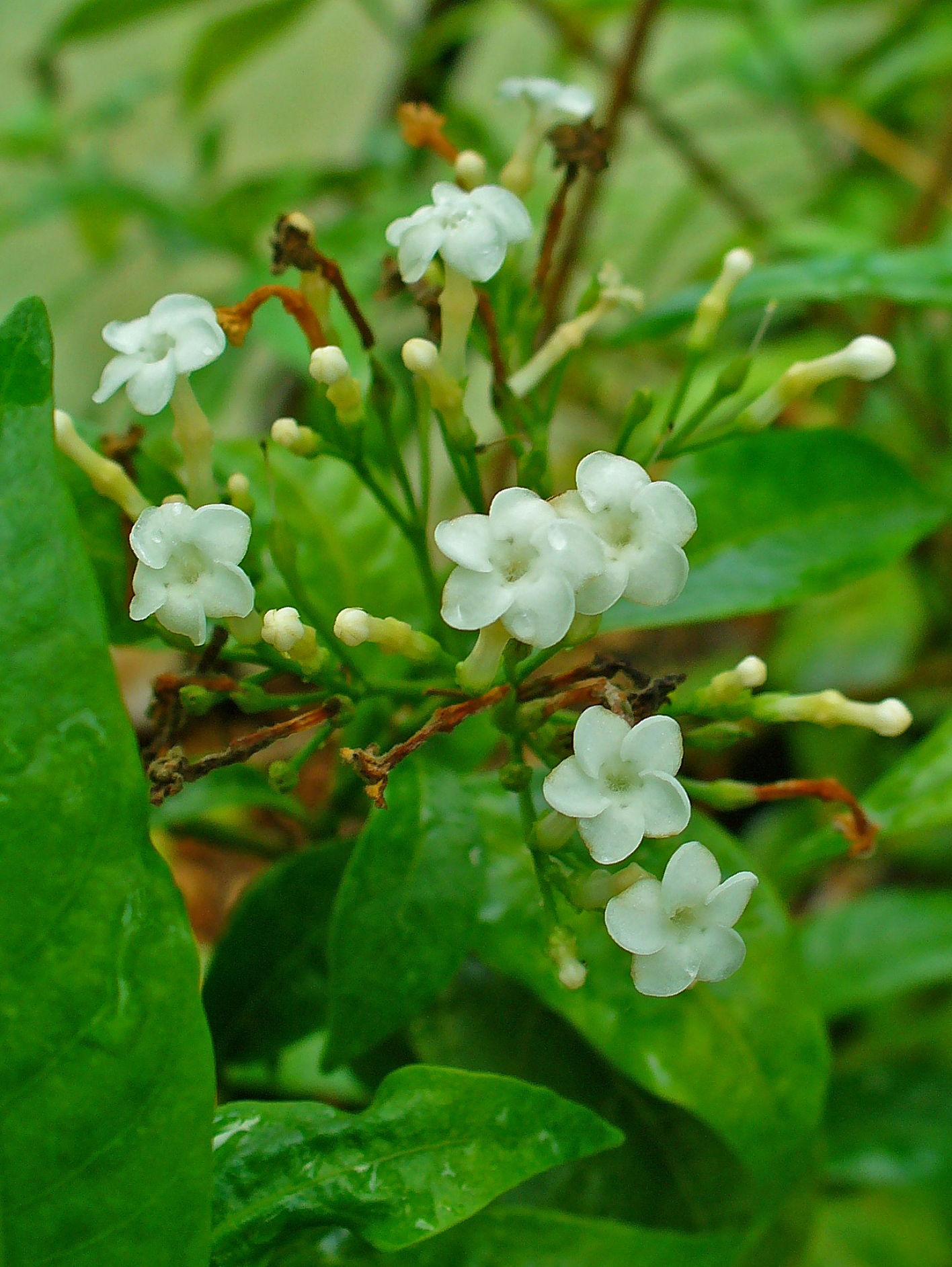
Blüten

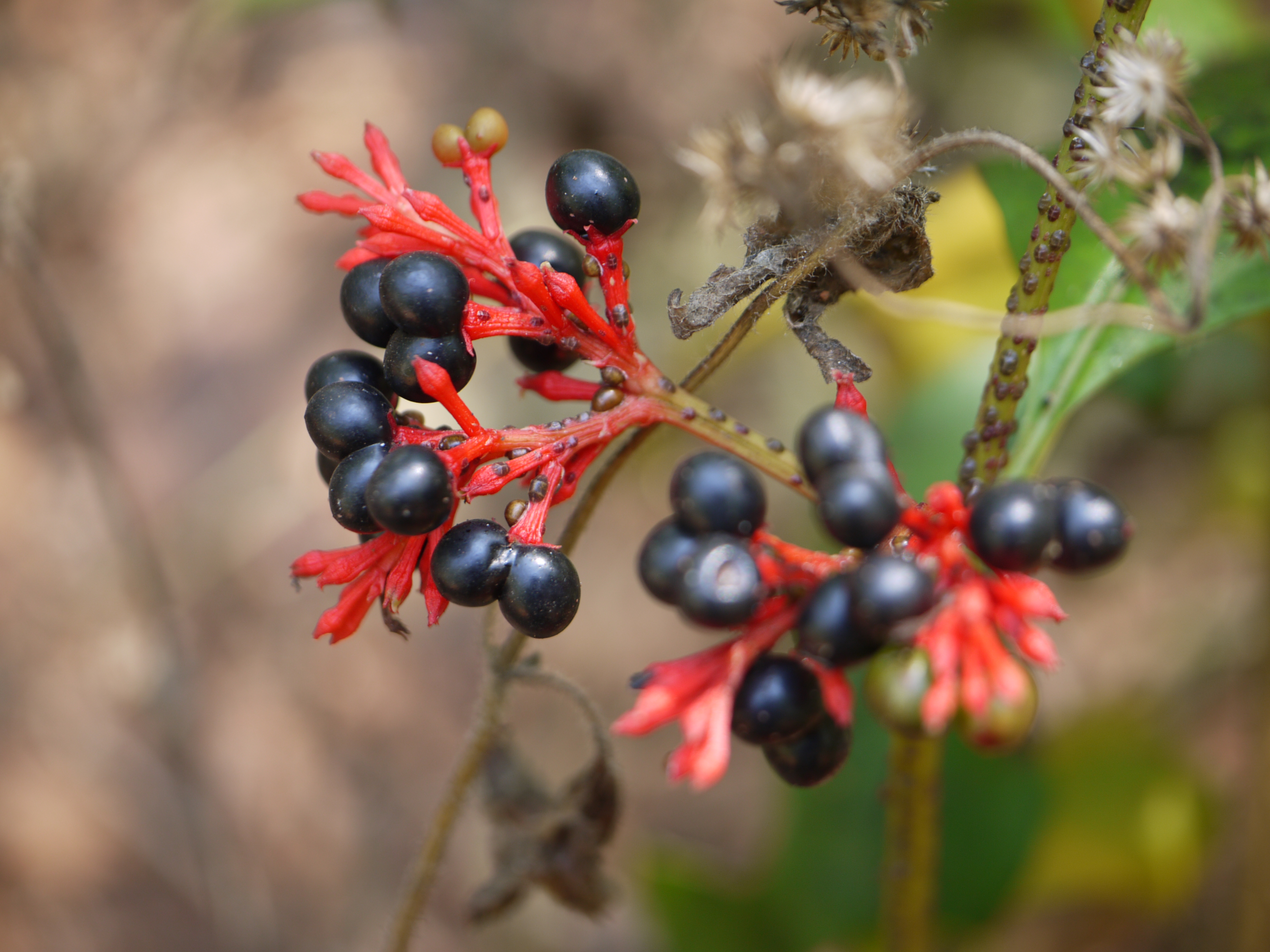
Früchte

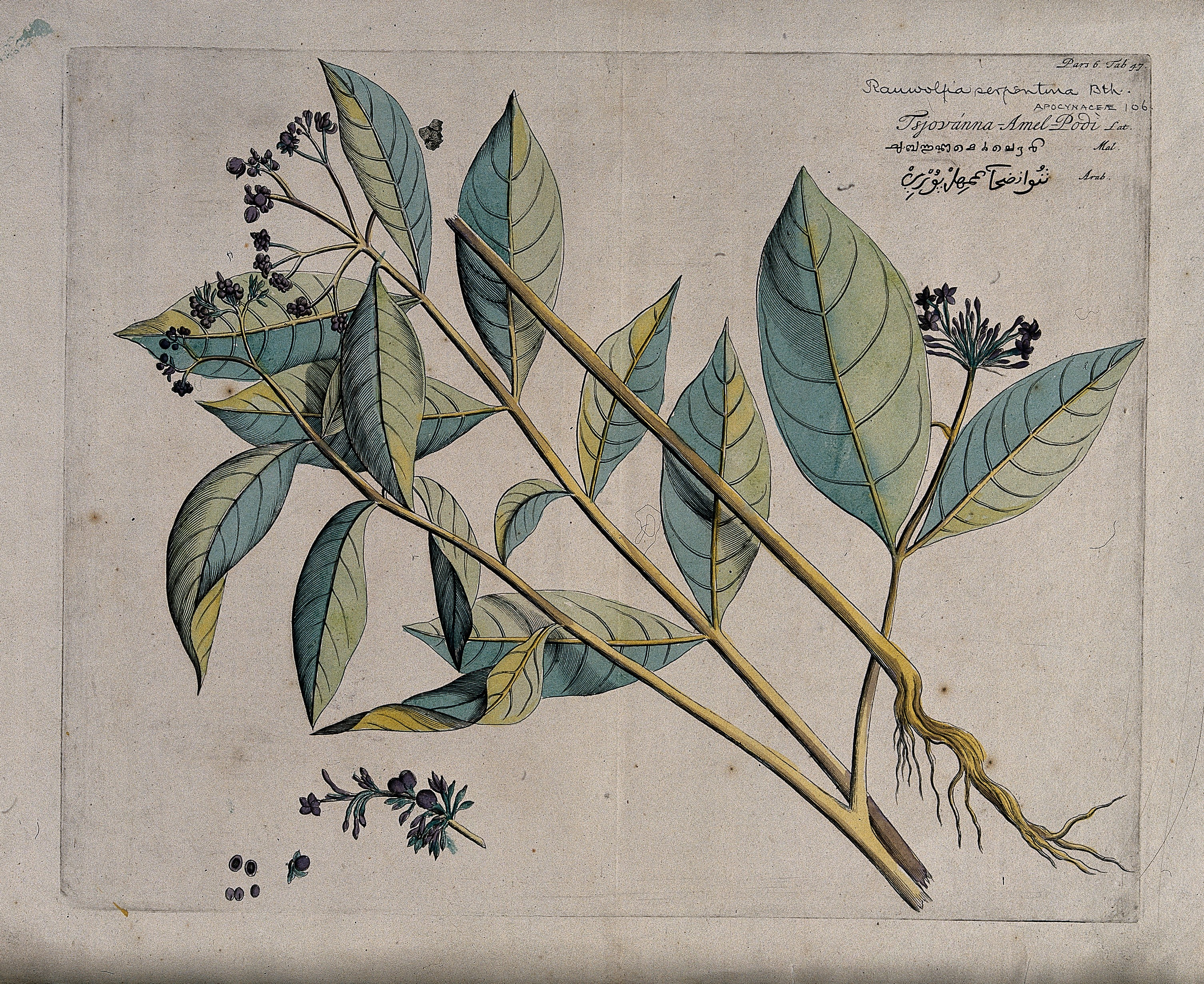
Kolorierter Kupferstich aus dem sechsten Band des Hortus Malabaricus (Tafel 47) von 1686

Die Indische Schlangenwurzel (Rauvolfia serpentina, Synonyme: Rauwolfia serpentina, Ophioxylon serpentinum L., Ophioxylon majus Hassk.), auch Wahnsinnskraut, Schlangenholz, Indische Schlangenwurz oder Java-Teufelspfeffer genannt, gehört zur Familie der Hundsgiftgewächse (Apocynaceae). Sie ist jedoch nicht identisch mit der als Amerikanische, Schwarze oder Wilde Schlangenwurzel bezeichneten Trauben-Silberkerze. Ebenfalls nicht zu verwechseln ist sie mit der oft auch als Schlangenholz bezeichneten Art Brosimum guianense, einem südamerikanischen Baum.

## Beschreibung
Die Indische Schlangenwurzel ist ein immergrüner, aufrecht wachsender Zwergstrauch, der eine durchschnittliche Wuchshöhen von 50 bis 100 cm erreicht. Die Pflanzen enthalten Milchsaft und haben eine glatte, hellbraune Borke.
Die gestielten, ganzrandigen und wirtelig angeordneten Laubblätter sind eiförmig oder lanzettlich bis verkehrt-eiförmig, spitz bis zugespitzt und glänzend.
Sie bildet zwischen (Februar) April und Mai (Oktober) viele kleine, zwittrige, radiärsymmetrische, und fünfzählige, stieltellerförmige, dickgestielte Blüten aus. Sie stehen in achsel- oder endständigen, lang gestielten und zymösen Blütenständen. Die becherförmig verwachsenen, kleinen Kelchblätter mit dreieckigen Zipfeln, sind anfangs grünlich, dann weißlich, rötlich und dann nach der Befruchtung rötlich. Nachdem die Krone abgefallen ist, wird der Kelch und der Blütenstiel rot und die Kelchzipfel schließen sich. Die Kronblätter sind zu einer etwa 1,2–1,7 Zentimeter langen, weiß-rosa Kronröhre, mit einem oberhalb der Mitte kurzen, verdickten Teil und weißen, kurzen Kronzipfeln verwachsen. Die dachziegeligen Kronzipfel überlappen nach links. Es ist nur ein Staubblattkreis vorhanden; die Staubfäden sind sehr kurz und in der Kronröhre so angeordnet, dass die Staubbeutel im verdickten Teil liegen. Die zwei genäherten bis kurz verwachsenen Fruchtblätter sind oberständig mit einem langen Griffel, der etwa bei den Antheren endet, mit einem breiten, zylindrischen, oben fransigen Narbenkopf mit zwei kleinen Spitzen, und unten einem Anhängsel. Es ist ein becherförmiger Diskus vorhanden.
Es werden an den roten Fruchtständen erbsengroße, erst grüne, dann orange-rote und bei der Reife dann schwarze, glänzende, eiförmige bis rundliche Steinfrüchte gebildet, die etwa 7–8 mm (einzeln) groß sind. Oft werden Doppel-Steinfrüchte gebildet.
Die Chromosomenzahl beträgt 2n = 22.

## Herkunft
Die Indische Schlangenwurzel ist ursprünglich in Indien beheimatet und hat sich von dort in Indonesien, Pakistan und Sri Lanka verbreitet. Die Areale befinden sich in Bergwäldern in Höhenlagen zwischen 800 und 1500 m NN in Indien, Indonesien, Malaysia, Myanmar, Sri Lanka, Thailand und in den chinesischen Provinzen: im südlichen Yunnan (Gengma, Jing-hong), südlichen Guangxi und Hainan (angebaut im südlichen Guangdong). Um die Wildbestände der Pflanze nicht zu gefährden, ist der Export aus Indien seit 1997 verboten.

## Medizinische Anwendungen
Extrakte aus den getrockneten Wurzeln und Rhizomen der Pflanze (Rauvolfia radix, auch Rauwolfia radix oder Radix Rauwolfiae) werden seit Jahrhunderten in der ayurvedischen Heilkunde zu vielfältigen Zwecken in innerer und äußerer Anwendung eingesetzt: zur Behandlung von Insekten- und Schlangenbissen, bei Hornhauttrübung sowie bei schwierigen Geburtsverläufen; gerade von der ärmeren Bevölkerung Mumbais wird berichtet, dass Rauwolfia-Extrakte auch bei verschiedensten Verdauungsbeschwerden und bei Wurmbefall geschätzt waren. In Kombination mit Extrakten weiterer Pflanzen kam Rauvolfia radix auch zur Behandlung der Cholera zum Einsatz. Anfang des 18. Jahrhunderts gelangte sie auch nach Europa.
Der Großteil der medizinisch wirksamen Bestandteile ist in der Rinde enthalten. Dabei handelt es sich um etwa 60 verschiedene Alkaloide, Rauwolfia-Alkaloide, genauer um Monoterpen-Indolalkaloide des Yohimban-, Heteroyohimban-, Sarpagan- und Ajmalantyps. Der Gesamtalkaloidgehalt liegt bei 1–2 %. Die beiden Hauptwirkstoffe sind das Reserpin und das Rescinnamin. Weitere Alkaloide sind beispielsweise: Ajmalin, Deserpidin, Serpentin und Yohimbin.
Das Alkaloidgemisch wirkt abführend, beruhigend, blutdrucksenkend, krampflösend und stimmungsaufhellend. In Deutschland wurden aus der Pflanze gewonnene Wirkstoffe in Präparaten des Unternehmens Boehringer Mannheim (Raupina und Raupinetten) und der Gebrüder Giulini GmbH (Rivadescin) zur Blutdrucksenkung eingesetzt.
In höherer Dosierung wurde Reserpin in den 1950er und 1960er Jahren auch als Mittel gegen Schizophrenie eingesetzt.